# Gesta Hunnorum et Hungarorum
Gesta Hunnorum et Hungarorum, scrisă de Simon de Kéza în jurul anilor 1282-1285, este una din sursele începuturilor istoriei Ungariei.Ea este cunoscută și cu denumirea  de Gesta Hungarorum (II), unde  „(II)” indică faptul că este o continuare a lucrării Notarului Anonim, Gesta Hungarorum. Lucrarea lui Simon de Kéza amestecă legende ale hunilor, maghiarilor și istoria. Lucrarea este datată între anii 1282-1285, deoarece include Bătălia de la Hódtó (1282), dar nu menționează invazia tătară din 1285 care era să distrugă Regatul Ungariei.
Simon de Kéza a fost un cleric la curtea regelui Ladislau al IV-lea, care a domnit între 1272 și 1290. Autorul a călătorit mult în Italia, în Franța și în Germania și și-a selectat materialele epice și poetice din lecturi ample. Potrivit lui Kéza însuși, el sa bazat pe surse germane, italiene și franceze, deși el a folosit, în mod liber, și alte surse maghiare.

## Conținutul lucrării
Conținutul lucrării combină legendele despre huni cu istoria. Se compune din două părți:
- Legende despre huni, bazate pe cronici anterioare și amplificate prin tradiție orală;
- Istoria Regatului Ungariei continuând Gesta Hungaronum atribuită Notarului Anonim.

În limba română,Gesta Hunnorum și Hungarorum a fost tradusă și publicată de filologul și istoricul Gheorghe Popa-Lisseanu, în 1935, în ediție bilingvă.
Gesta Hunnorum și Hungarorum a fost pentru prima dată tradusă în limba maghiară în 1999 de László Veszprémy și Frank Schaer de la Universitatea Central Europeană.